# جسيدة
إن الجسيدة هي جزء من جسم أي حيوان.
تكون الجسيدات في الفقاريات عبارة عن وحدات ثنائية مزدوجة من الأديم المتوسط الذي يتكون عبر المحور الأمامي الخلفي في الجنين المتطور في الحيوانات مقسمة الجسم. وتؤدي الجسيدات في الفقاريات إلى تكون العضلات الهيكلية والغضروف والوتر والخلايا البطانية، والأدمة.
تستخدم كلمة «الجسيدة» أيضًا محل كلمة «القسامة». وفي هذا التعريف، تكون الجسيدة عبارة عن هيكل مزدوج متماثل في التخطيط الجسدي للحيوان، ويكون هذا الهيكل واضحًا في الديدان الحلقية والمفصليات.

## أصل الجسيدة في الأديم المتوسط

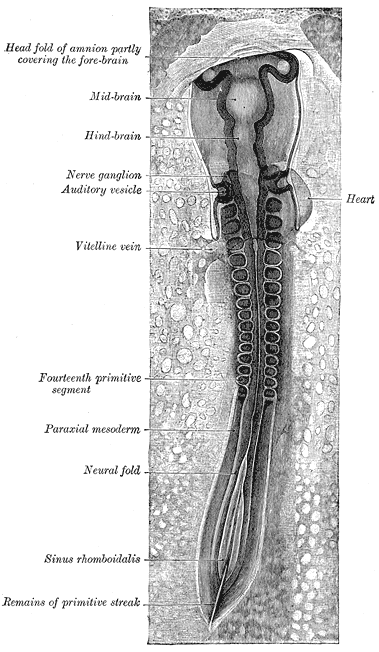
مضغة دجاج بعد ثلاث وثلاثين ساعة تفريخ، صورة من الناحية الظهرية. X 30

يتكون الأديم المتوسط في نفس الوقت الذي يتكون فيه الأديم الظاهر والأديم الباطن. ويطلق على الأديم المتوسط الموجود بجانب (على جانب) الأنبوب العصبي اسم الأديم المتوسط المجاور للمحور. ويتميز هذا الأديم عن الأديم المتوسط الموجود أسفل الأنبوب العصبي المسمى الأديم المتوسط الحبلي ويصبح هو الحبل الظهري. وفي البداية كان يطلق على الأديم المتوسط المجاور للمحور اسم «الصفيحة القطعية» في مضغة الدجاج أو «الأديم المتوسط غير المقسم» في الفقاريات الأخرى. وبينما ينتكس الثلم الابتدائي وتتجمع الطيات العصبية (لتصبح في النهاية الأنبوب العصبي)، ينقسم الأديم المتوسط المجاور للمحور إلى وحدات - هي الجسيدات.

### المشتقات
في جنين الفقاريات المتطور، تُكون الجسيدة في النهاية الأدمة (القطاع الجلدي) والعضلات الهيكلية (بضعة عضلية)، أو بضعة عظمية أو الغضروف أو الأوتار، والخلايا البطانية.
ونظرًا لأن البضعة العظمية تتميز قبل القطاع الجلدي والبضعة العضلية، ففي بعض الأحيان يستخدم مصطلح «البضعة العضلية الجلدية» لوصف القطاع الجلدي والبضعة العضلية معًا.
تُكون البضعة العظمية العمود الفقري والشرسوف؛ وتُكون البضعة العضلية المجموع العضلي في الظهر والضلوع والأطراف؛ ويُكون القطاع الجلدي الجلد على الظهر. بالإضافة إلى ذلك، تقوم الجسيدات بتحديد مسارات هجرة خلايا العرف العصبي ومحوار العصب النخاعي.

### تكون الجسيدات
يحدد الأديم المتوسط قبل الجسيدي مصير الجسيدة قبل أن يصبح الأديم المتوسط قادرًا على تكوين الجسيدات. ويتم تحديد الخلايا داخل كل جسيدة اعتمادًا على موقعها داخل الجسيدة. أضف إلى ذلك، أن تلك الخلايا تحتفظ بالقدرة على أن تصبح أي نوع من الهياكل المشتقة من الجسيدة، حتى مرحلة متأخرة نسبيًا من عملية تخليق الجسيدة.
يعتمد تخليق الجسيدة على آلية الساعة حسبما هو موصوف في نموذج الساعة وصدر الموجة (clock and wavefront model). ففي وصف هذا النموذج، تتوفر الساعة من خلال الإشارات المتذبذة لجين Notch والإشارات المتذبذبة لـ شبكة البروتينات (Wnt). فالموجة هي منحدر بروتين عامل النمو الليفي الذي هو منقاري بالنسبة إلى الذنبي (منحدر الأنف إلى الذيل). وتتكون الجسيدات واحدةً تلو الأخرى على امتداد طول الجنين من الرأس إلى الذيل، بحيث تتكون كل جسيدة جديدة على الجانب الذنبي (الذيل) من تلك الجسيدات الموجودة.
إن الفترة الفاصلة بين تكون الجسيدات ليست عامة. فتختلف الفترة الفاصلة باختلاف الأنواع. ففي مضغة الدجاج تتكون الجسيدات كل 90 دقيقة. بينما تختلف الفترة الفاصلة في الفأر.
في بعض الأنواع، يمكن استخدام عدد الجسيدات في تحديد مرحلة التطور الجنيني ويكون هذا التحديد أكثر موثوقية من الاعتماد على عدد الساعات بعد التخصيب لأن وتيرة التطور قد تتأثر بدرجات الحرارة أو غيرها من العوامل البيئية. وتظهر الجسيدات على كلا جانبي الأنبوب العصبي بالتزامن. ولا تغير المعالجة التجريبية للجسيدات المتطورة من الاتجاه المنقاري/الذنبي للجسيدات، فمصير الخلية قد تحدد قبل تخليق الجسيدة. ويمكن تحفيز تكون الجسيدة باستخدام الخلايا التي تفرز بروتين نوجنج (Noggin). ويعتمد عدد الجسيدات على نوع الحيوان ولا يعتمد على حجم الجنين (فمثلاً، إذا تم تعديله بالتدخل الجراحي أو الهندسة الوراثية). فجنين الدجاج به 50 جسيدة، بينما جنين الفئران به 65 جسيدة، في حين أن الثعابين بها 500 جسيدة.
بينما تبدأ الخلايا داخل الأديم المتوسط المجاور للمحور في التقارب، ويطلق عليها أحيانًا خلايا القسيم الجسدي (somitomeres)، مما يشير إلى انعدام التفريق الكامل بين الأقسام. وتمر الخلايا الخارجية بمرحلة عملية التحويل الظهاري للحمة المتوسطة (MET) لتكوين نسيج ظهاري حول كل جسيدة. وتظل الخلايا الداخلية لحمة متوسطة.

#### نظام الإشاراتNotch
إن نظام الإشارات Notch، باعتباره جزءًا من نموذج الساعة وصدر الموجة، يعمل على تكوين الحدود بين الجسيدات. البروتين DLL1 والبروتين DLL3 عبارة عن ربيطة Notch، ويتسبب حدوث طفرات فيها إلى حدوث عيوب مختلفة. وينظم جين Notch بروتين Hairy1، الذي يُنشئ النصف الذنبي من الجسيدة. تنشيط جين Notch يؤدي إلى إطلاق جين Lunatic Fringe الذي يثبط بدوره مستقبل جين Notch. تنشيط جين Notch يؤدي أيضًا إلى إطلاق جين HES الذي يعمل على تثبيط جين Lunatic Fringe، مما يؤدي إلى إعادة تقوية مستقبل جين Notch، وبهذا يكون هذا الجين مسؤولاً عن نموذج الساعة المتذبذبة. بروتين الأديم المتوسط الخلفي (MESP2) يحفز جين المستقبل 4 للإيفرين من النوع (EPHA4)، الذي يتسبب في حدوث التفاعل المنفر الذي يفصل الجسيدات بإحداث التقسيم. جين EPHA4 يقتصر على الحدود بين الجسيدات. جين EPHB2 مهم أيضًا بالنسبة لتلك الحدود.

#### تكون الظهارة
إن فِبرونِيكتين والكادرهين العصبي عنصران أساسيان في تكون الظهارة في الجنين المتطور. وقد يقوم على ضبط تلك العملية الأديم المتوسط المجاور للمحور وبروتين الأديم المتوسط الخلفي (MESP2). وبدوره ينضبط بروتين الأديم المتوسط الخلفي (MESP2) من خلال إشارات Notch. وينضبط الأديم المتوسط المجاور للمحور من خلال عمليات الهيكل الخلوي.

#### التمييز
تميز جينات هوكس الجسيدات بشكل عام اعتمادًا على موقعها عبر المحور الأمامي الخلفي وذلك من خلال تمييز الأديم المتوسط السابق للجسيدة قبل أن تحدث عملية تخليق الجسيدة. وبعد تكوين الجسيدات، يكون قد تم تحديد هويتها ككل، كما هو يتضح من حقيقة أن زرع الجسيدات من منطقة في منطقة أخرى مختلفة تمامًا يؤدي إلى تكوين هياكل كانت توجد عادة في المنطقة الأصلية. وبخلاف ذلك، تحتفظ الخلايا داخل كل جسيدة بمرونتها (القدرة على تكوين أي نوع من الهياكل) حتى مرحلة متأخرة نسبيًا من تطور الجسيدة.

## في المفصليات
في علم أحياء القشريات، تكون الجسيدة عبارة عن قطاع من تخطيط جسم الكائن القشري البدائي الافتراضي. أما في الكائنات القشرية الحالية، فهناك العديد من الجسيدات التي قد تندمج.

## في الكتابات القديمة
في بعض الكتابات القديمة، كان يشار للجسيدات باسم «القطاعات البدائية».